# The Ethiopian Princess Meets the Tantric Priest
The Ethiopian Princess Meets the Tantric Priest ist ein Jazzalbum des Indigo Trio von Nicole Mitchell mit Michel Edelin. Die am 29. und 30. Januar 2011 im Downtown Studio, Straßburg, entstandenen Aufnahmen erschienen am 18. Juli 2011 auf RogueArt.

## Hintergrund
Mitchells Indigo Trio besteht aus dem Schlagzeuger und Perkussionisten Hamid Drake und dem Bassisten Harrison Bankhead. Nicole Mitchell und Michel Édelin spielen alle Arten von Flöten, Konzertflöte, Alt-, Bass-, Piccolo- und Holzflöte; Harrison Bankhead tauscht bei „Return of the Sun“ den Bass gegen das Piano und Hamid Drake spielt sowohl sein Schlagzeug als auch die Rahmentrommel. Das Album enthält acht Stücke, darunter vier Mitchell-Kompositionen, zwei von Édelin und eine von Bankhead, sowie die kollektive Improvisation des Titelstücks.

## Titelliste
- Indigo Trio, Michel Edelin – The Ethiopian Princess Meets The Tantric Priest (Rogueart ROG-0034)[1]

1. Top Secret (Nicole Mitchell) 9:23
2. Inside the Earth (Nicole Mitchell) 5:07
3. Dérives (Michel Edelin) 5:07
4. Wind Current (Nicole Mitchell) 9:05
5. Call Back (Michel Edelin) 6:46
6. The Ethiopian Princess Meets the Tantric Priest (H. Drake, H. Bankhead, M. Edelin, N. Mitchell) 7:42
7. Ambre Sunset (Nicole Mitchell) 6:32
8. Return of the Sun (Harrison Bankhead) 6:13

## Rezeption

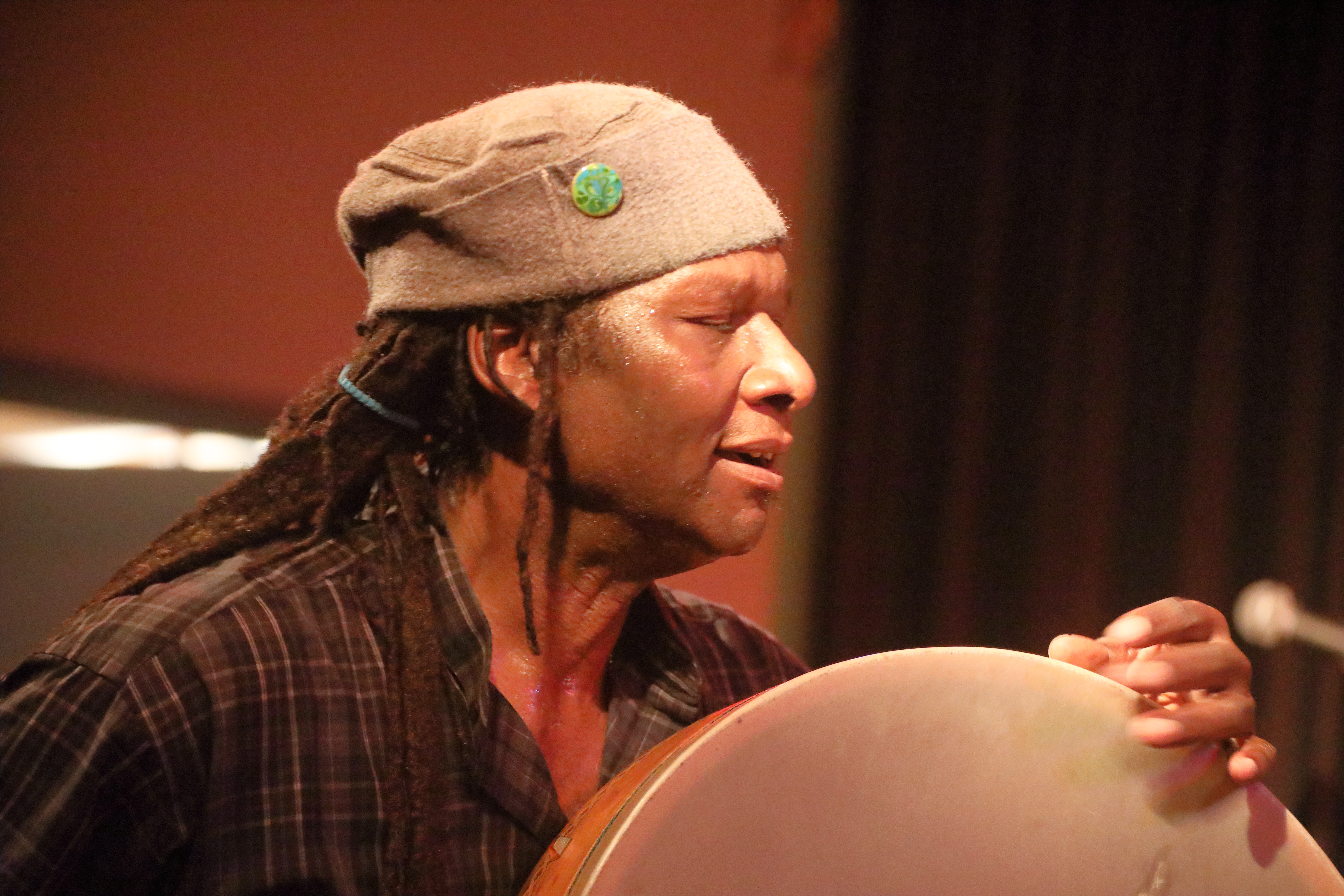
Hamid Drake bei einem Auftritt im club W71, Weikersheim 2019

Nach Ansicht von Bob Hatteau, der das Album in All About Jazz rezensierte, ist der musikalische Ansatz des Indigo Trios voller Besonderheiten. Zum einen würde das Quartett eigenartig klingen: Die schlanken, hohen metallischen Flöten kontrastierten mit dem tiefen, holzigen Bass und den tiefen, animalisch klingenden Trommeln. Zum anderen setze die Musik auch auf Schattierungen, die Flöten würden geschwungene Linien zeichnen, während die Rhythmusgruppe einen Groove-zentrierten Hintergrund schaffe („Wind Current“). Die Gruppe spiele mal frei („Top Secret“), dann nah an der zeitgenössischer Musik („Inside the Earth“), mit afrikanischem Touch („The Ethiopian Princess Meets the Tantric Priest“) und schließlich fast Mainstream Jazz („Ambre Sunset“). Egal in welche Richtung sie sich bewege, die Musik bleibe stets mit Melodie und Puls verbunden. Das Album sei zwar kein musikalisches Treffen zwischen Äthiopien und Indien – und noch weniger ein Cocktail aus afrikanischen Rhythmen und indischem Raga oder eine Mischung aus Jazz und Weltmusik.
Mitchells einfallsreiche Erzählung, ihre stimmlichen Schattierungen, ihre ausdrucksstarken Multiphonics und ihr prägnanter rhythmischer Witz würden eine Alchemie schaffen, mit der nur wenige Instrumentalisten jeglicher Couleur mithalten können, meinte John Sharpe (All About Jazz). Tatsächlich seien die Gesangsgymnastik, die Mitchells Spiel so beleben, hier relativ zurückhaltend, aber dennoch entziehe sich ihre Darstellung zuweilen einer Kategorisierung und verwische die Unterscheidung zwischen Stimme und Instrument. Beide Solisten würden zum schwungvollen und melodischen Programm beitragen. Insgesamt handle es sich um ein fesselndes und unterhaltsames Hörerlebnis.